# Baumkuchen

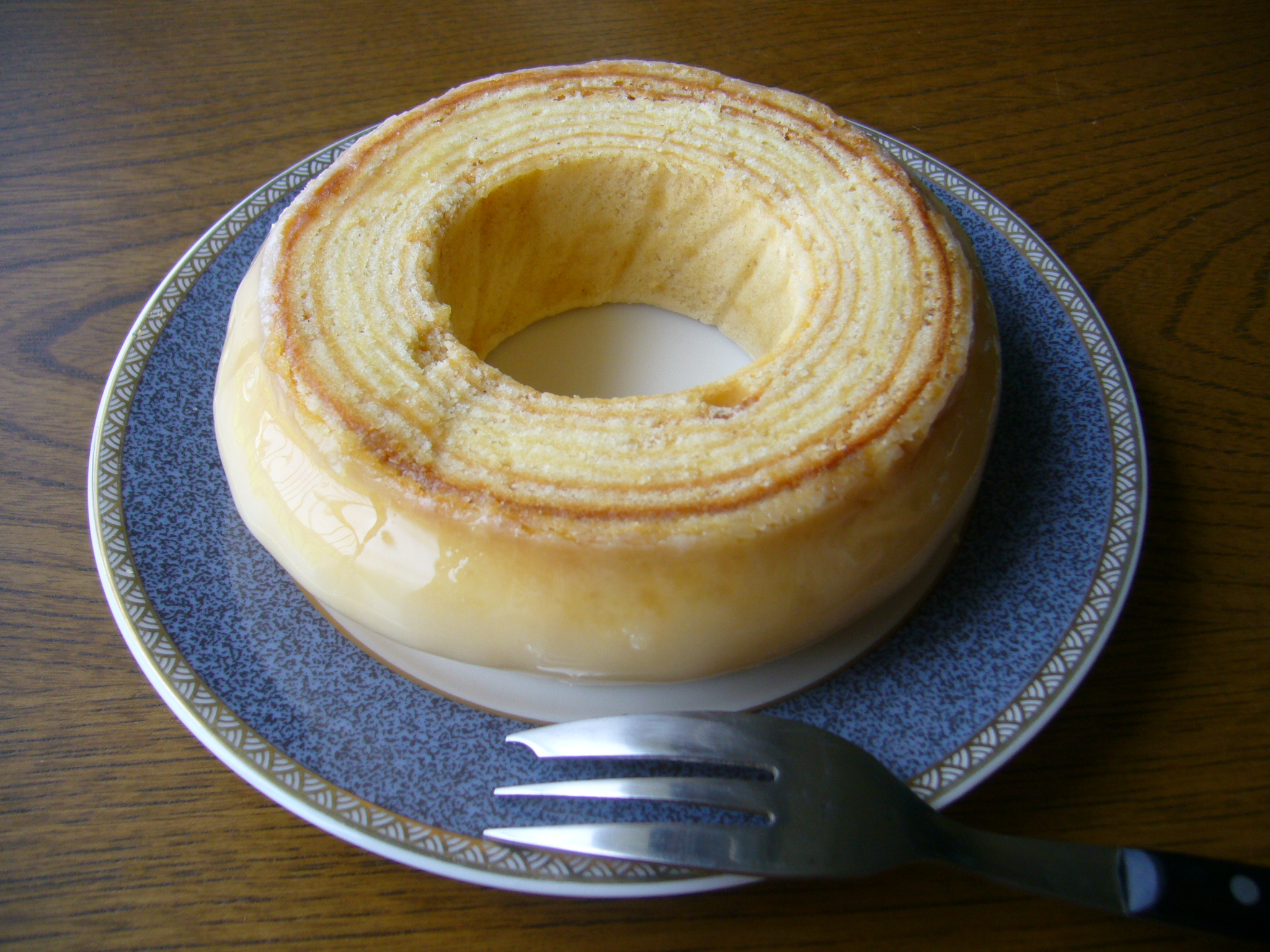
Een ring Baumkuchen

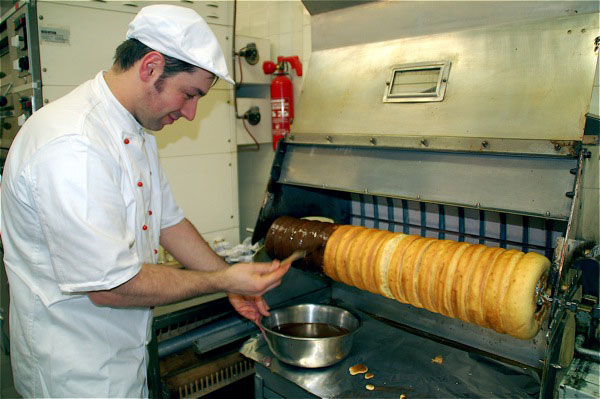
Baumkuchenbereiding

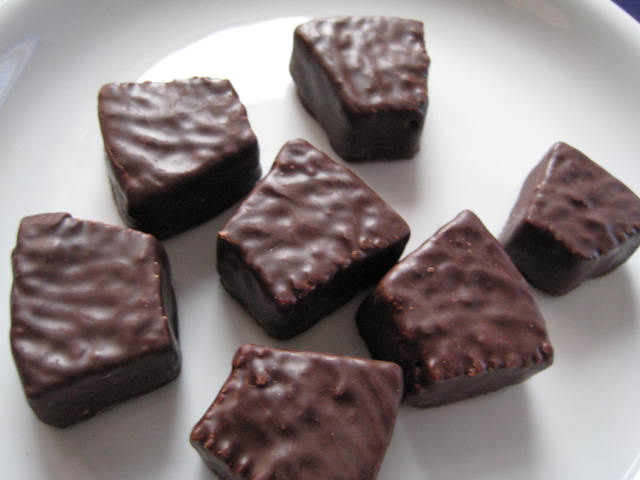
Baumkuchenpuntjes

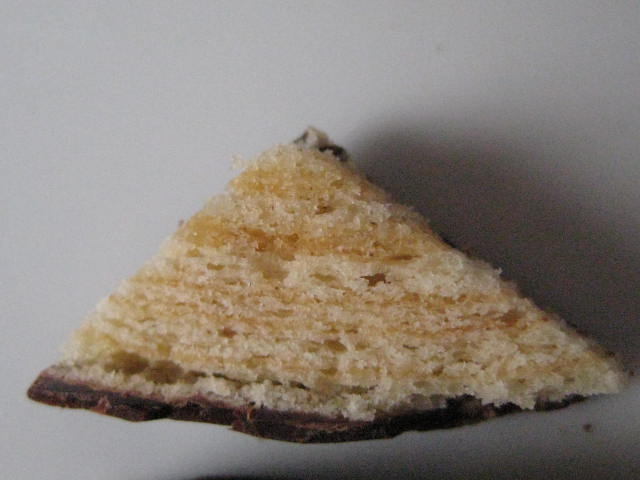
De 'jaarringen' waaraan de taart zijn naam te danken heeft.

Baumkuchen is een Duitse laagjescake die enigszins lijkt op de Indonesische Spekkoek. Het is een traditioneel Europees gerecht, maar ook bijzonder in trek in Japan. De cake dankt zijn naam aan de laagjes die doen denken aan de jaarringen of groeiringen van een boom. De letterlijke vertaling van Baumkuchen is dan ook 'boomcake'.
Reeds in de antieke oudheid kende men een voorloper van deze taart. De Romeinse overheersers introduceerden in Germania, het huidige Duitsland en omstreken, de methode om koeken en cakes te bakken op houtblokken boven een kampvuur of open haard.
De ingrediënten zijn bloem, boter, eieren, suiker, vanille en een snuifje zout. De verhouding bloem:boter:eieren is gewoonlijk 1:1:2. Varianten op het traditionele recept bevatten bijvoorbeeld noten, honing, marsepein, nougat of sterkedrank.
Het product, met name de Duitse receptvariant uit Salzwedel, is Europees beschermd onder Beschermde oorsprongsbenaming (beschermde geografische aanduiding).
In Japan is bāmukūhen (バームクーヘン) een van de populairste patisseriesoorten. De taart wordt vaak aan gasten geschonken op een huwelijksfeest vanwege de ronde vorm (een verwijzing naar de bruidsringen).